# غريس ميديس
غريس ميديس (بالإنجليزية: Grace Medes)‏ (من مواليد 9 نوفمبر/ تشرين الثاني من عام 1886، وتوفّيت في 31 ديسمبر/ كانون الأوّل من عام 1967) هي أمريكيّة مختصّة بالكيمياء الحيوية، اكتشفت الداء التيروزيني –اضطراب استقلابيّ يعرف اليوم باسم فرط تيروزين الدمّ الكبدي الكلويّ- ودرست عمليّة استقلاب الأحماض الدهنيّة. حصلت في عام 1955 على ميدالية غارفان أولين عن مجمل أعمالها.

## الحياة المبكّرة والتعليم
ولدت ميديس في مدينة كيوكوك بولاية آيوا الأمريكيّة، والدها هو ويليام جونسون ميديس، ووالدتها كايت فرانسيسكو هاغني ميديس. حصلت على درجة البكالوريوس باختصاص علم الحيوان من جامعة كانساس، وعلى درجة الماجستير من نفس الجامعة وبنفس الاختصاص، ونالت في عام 1916 درجة الدكتوراه من كلّيّة برين ماور.

## الحياة المهنيّة
بعد حصولها على درجة الدكتوراه قصدت ميديس في عام 1916 كُلّيّة فاسار بهدف ممارسة مهنة التعليم، وعملت فيها كمدرّسة لعلم الحيوان حتّى عام 1916 وذلك عندما بدأت العمل كأستاذ مساعد في قسم علم وظائف الأعضاء واستمرّت بعملها هذا حتى سنة 1922. ميديس كانت أوّل امرأة تحمل شهادة الدكتوراه في الهيئة التدريسيّة لقسم الفيزيولوجيا في كلّيّة فاسار. انتقلت في عام 1922 إلى كلّيّة ويليسلي حيث شغلت منصب أستاذ مساعد في الفيزيولوجيا حتّى عام 1924 عندما انتقلت إلى كلّية الطبّ في جامعة مينيسوتا وخدمت فيها كزميلة أبحاث لسنة واحدة، ومن ثمّ عملت كأستاذ مساعدٍ في الجامعة حتّى عام 1932.
اكتشفت ميديس في عام 1932 -أثناء عملها في جامعة مينيسوتا- اضطراباً في الاستقلاب عند البشر، وأطلقت عليه اسم «الداء التيروزيني، بالإنكليزيّة (tyrosinosis)». على الرغم من أنّ حالة مريضها لم تكن حالةً نموذجيّة، وأنّ الآليّة التي عرّفت بها المرض كانت موضع تساؤل، إلّا أنّ طرائق الاختبار التي اتّبعتها ميديس ظلّت نموذجاً مفيداً للباحثين الدارسين للاضطراب الذي بات يعرف الآن باسم فرط تيروزين الدمّ الكبديّ الكلويّ.
أصبحت ميديس في عام 1932 رئيسة إدارة قسم الكيمياء الاستقلابيّة في معهد لانكيناو للأبحاث الطّبّيّة في مدينة فيلادلفيا بولاية بنسلفينيا الأمريكيّة، حيث تخصّصت في عمليّة استقلاب الأحماض الدهنيّة والكبريت. شكّل عمل ميديس أساساً لاكتشاف مرافق الأنزيم-أ في وقت لاحق. استمرّت ميديس في عملها في معهد لانكيناو (الذي دُمج فيما بعد مع معهد أبحاث السرطان) كعضو هيئة تدريسيّة حتّى عام 1952، وأصبحت في عام 1954 واحدة من كبار الأعضاء وبقيت في هذا المنصب حتّى عام 1960.
منحت الجمعيّةً الكيميائيّة الأمريكيّة في عام 1955 غريس ميديس ميداليّة غرافان -التي تُعرف الآن باسم ميداليّة غرافان أوين- بصفتها امرأة بارزة في مجال الكيمياء. صُنفت ميديس كواحدة من أبرز خرّيجيّ جامعة كانساس لعام 1955.
أثناء تقاعدها، تابعت غريس ميديس العمل على الداء التيروزينيّ -الذي وضعته جانباً خلال فترة عملها في معهد لانكيناو- وذلك في معهد فيلس للأبحاث في جامعة تمبل. شاركت ميدييس في عام 1963 بتأليف كتابٍ حمل اسم «النموّ الطبيعيّ والسرطان» بالتعاون مع زميلها ستينلي بي ريمان.
عُقدت في عام 1965 ندوة علميّة حول الداء التيروزيني تكريماً لغريس ميديس، وكان ذلك في العاصمة النرويجيّة أوسلو.